# روبرت إمونز
روبرت إمونز (بالإنجليزية: Robert Emmons)‏ هو ضابط أمريكي، ولد في 28 ديسمبر 1872 في بوسطن في الولايات المتحدة، وتوفي في 29 أبريل 1928 في بوزاردز باي في الولايات المتحدة.